# Beaulieu-lès-Loches
Pour les articles homonymes, voir Beaulieu et Loches (homonymie).
Beaulieu-lès-Loches est une commune française du département d'Indre-et-Loire, en région Centre-Val de Loire.
La ville est située dans la région naturelle de la Gâtine de Loches et l'aire d'attraction de Loches, commune avec laquelle elle a tendance à former un binôme, tant du point de vue des paysages, que du patrimoine, ainsi que des équipements, commerces et services. C'est l'une des 67 communes de la Communauté de communes Loches Sud Touraine. Elle est incluse dans le réseau Natura 2000 et possède 13 Monuments Historiques.

## Géographie

### Localisation
La commune se trouve dans l'aire géographique et dans la zone de production du lait, de fabrication et d'affinage du fromage Valençay.
|        |                     | Ferrière-sur-Beaulieu |
| Loches | Beaulieu-lès-Loches |                       |
|        |                     | Perrusson             |

### Hydrographie

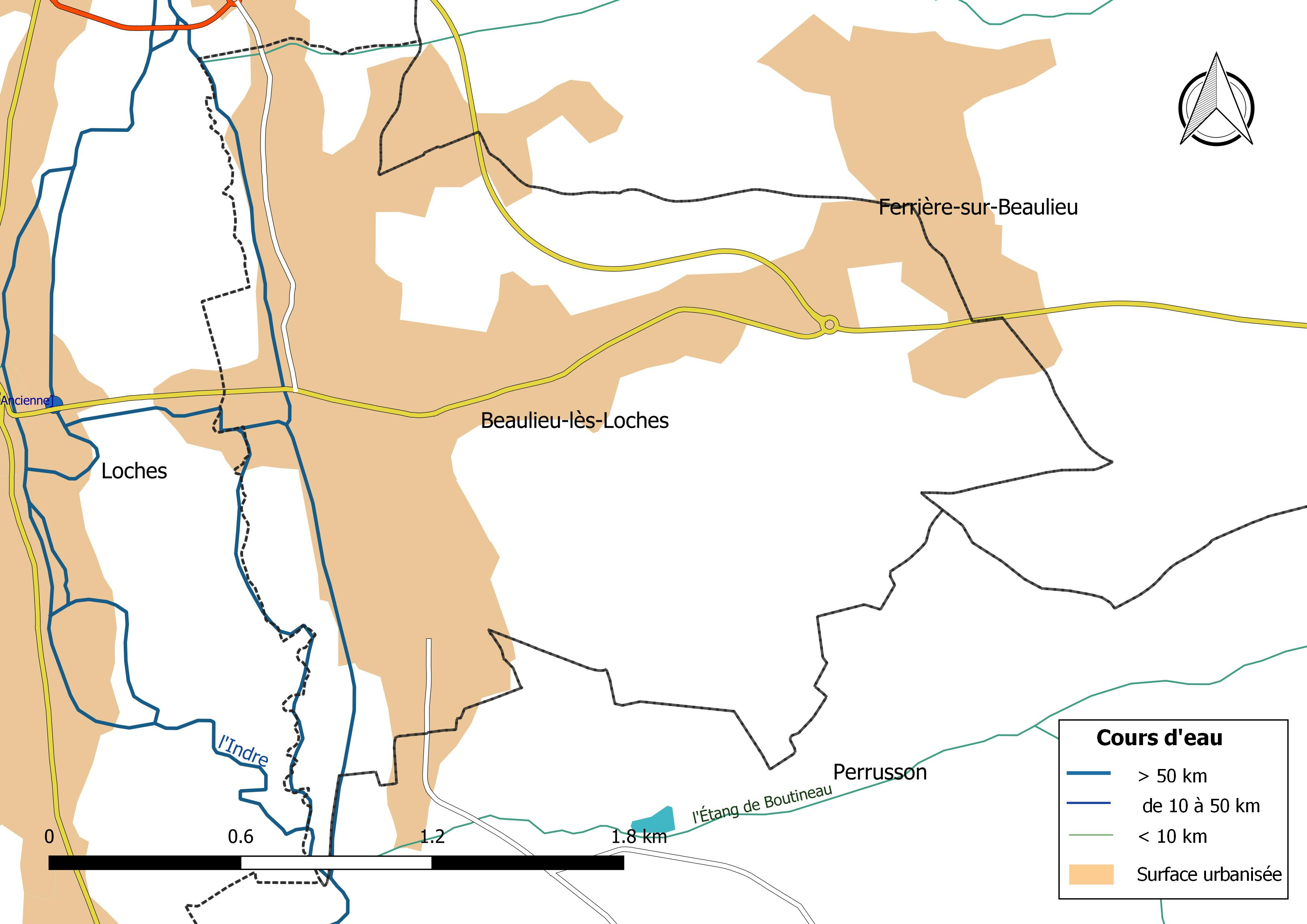
Réseau hydrographique de Beaulieu-lès-Loches.

La commune est traversée par l'Indre sur son flanc ouest. Le réseau hydrographique communal, d'une longueur totale de 3,94 km, comprend en outre trois petits cours d'eau,.
L'Indre, d'une longueur totale de 279,4 km, prend sa source à une altitude de 453 m sur le territoire de Saint-Priest-la-Marche dans le  département du Cher et se jette dans la Loire à Avoine, après avoir traversé 58 communes. Les crues de l'Indre sont le plus souvent de type inondation de plaine. Sur le plan de la prévision des crues, la commune est située dans le tronçon de l'Indre tourangelle, dont la station hydrométrique de référence la plus proche est située à Perrusson. La hauteur maximale historique a été atteinte en novembre 1770. La hauteur maximale mesurée s'établit à 3,30 et a été observée le 21 décembre 1982.
Ce cours d'eau est classé dans les listes 1 et 2 au titre de l'article L. 214-17 du code de l'environnement sur le Bassin Loire-Bretagne. Au titre de la liste 1, aucune autorisation ou concession ne peut être accordée pour la construction de nouveaux ouvrages s'ils constituent un obstacle à la continuité écologique et le renouvellement de la concession ou de l'autorisation des ouvrages existants est subordonné à des prescriptions permettant de maintenir le très bon état écologique des eaux. Au titre de la liste 2, tout ouvrage doit être géré, entretenu et équipé selon des règles définies par l'autorité administrative, en concertation avec le propriétaire ou, à défaut, l'exploitant,. 
Sur le plan piscicole, l'Indre est classée en deuxième catégorie piscicole. Le groupe biologique dominant est constitué essentiellement de poissons blancs (cyprinidés) et de carnassiers (brochet, sandre et perche).
Trois zones humides ont été répertoriées sur la commune par la direction départementale des territoires (DDT) et le conseil départemental d'Indre-et-Loire : « la vallée de l'Indre : de la prairie d'Oizay aux Anglées », « la vallée de l'Indre : environs de Loches », « Perrusson à l'Ile Auger » et « la vallée du Ruisseau de Boutineau »,.

### Climat
Pour des articles plus généraux, voir Climat du Centre-Val de Loire et Climat d'Indre-et-Loire.
En 2010, le climat de la commune est de type climat océanique dégradé des plaines du Centre et du Nord, selon une étude du CNRS s'appuyant sur une série de données couvrant la période 1971-2000. En 2020, Météo-France publie une typologie des climats de la France métropolitaine dans laquelle la commune est exposée à un climat océanique altéré et est dans la région climatique Moyenne vallée de la Loire, caractérisée par une bonne insolation (1 850 h/an) et un été peu pluvieux.
Pour la période 1971-2000, la température annuelle moyenne est de 11,3 °C, avec une amplitude thermique annuelle de 14,9 °C. Le cumul annuel moyen de précipitations est de 719 mm, avec 11 jours de précipitations en janvier et 6,7 jours en juillet. Pour la période 1991-2020, la température moyenne annuelle observée sur la station météorologique de Météo-France la plus proche, sur la commune de Perrusson à 3 km à vol d'oiseau, est de 12,3 °C et le cumul annuel moyen de précipitations est de 730,3 mm,. Pour l'avenir, les paramètres climatiques de la commune estimés pour 2050 selon différents scénarios d'émission de gaz à effet de serre sont consultables sur un site dédié publié par Météo-France en novembre 2022.

## Urbanisme

### Typologie
Au 1er janvier 2024, Beaulieu-lès-Loches est catégorisée petite ville, selon la nouvelle grille communale de densité à sept niveaux définie par l'Insee en 2022.
Elle appartient à l'unité urbaine de Loches, une agglomération intra-départementale regroupant quatre  communes, dont elle est une commune de la banlieue,,. Par ailleurs la commune fait partie de l'aire d'attraction de Loches, dont elle est une commune du pôle principal,. Cette aire, qui regroupe 23 communes, est catégorisée dans les aires de moins de 50 000 habitants,.

### Occupation des sols
L'occupation des sols de la commune, telle qu'elle ressort de la base de données européenne d’occupation biophysique des sols Corine Land Cover (CLC), est marquée par l'importance des territoires agricoles (56,9 % en 2018), en diminution par rapport à 1990 (62,3 %). La répartition détaillée en 2018 est la suivante : 
zones urbanisées (43,1 %), terres arables (39,9 %), zones agricoles hétérogènes (11,3 %), prairies (5,8 %). L'évolution de l’occupation des sols de la commune et de ses infrastructures peut être observée sur les différentes représentations cartographiques du territoire : la carte de Cassini (XVIIIe siècle), la carte d'état-major (1820-1866) et les cartes ou photos aériennes de l'IGN pour la période actuelle (1950 à aujourd'hui).

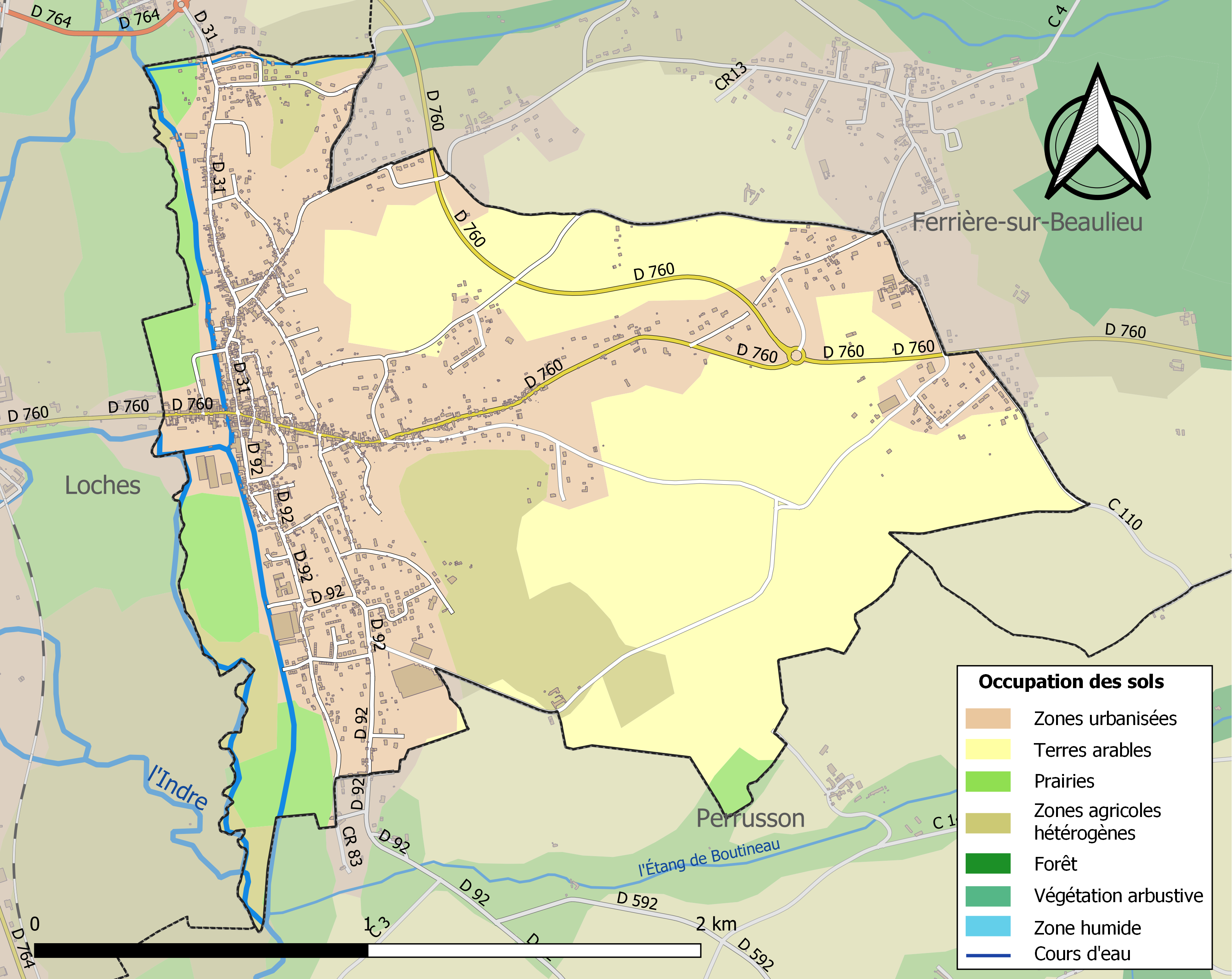
Carte des infrastructures et de l'occupation des sols de la commune en 2018 (CLC).

### Risques majeurs
Le territoire de la commune de Beaulieu-lès-Loches est vulnérable à différents aléas naturels : météorologiques (tempête, orage, neige, grand froid, canicule ou sécheresse), inondations, feux de forêts, mouvements de terrains et séisme (sismicité faible). Un site publié par le BRGM permet d'évaluer simplement et rapidement les risques d'un bien localisé soit par son adresse soit par le numéro de sa parcelle.
Certaines parties du territoire communal sont susceptibles d’être affectées par le risque d’inondation par débordement de cours d'eau, notamment l'Indre. La commune a été reconnue en état de catastrophe naturelle au titre des dommages causés par les inondations et coulées de boue survenues en 1982, 1983, 1999, 2003 et 2016,.
Pour anticiper une remontée des risques de feux de forêt et de végétation vers le nord de la France en lien avec le dérèglement climatique, les services de l’État en région Centre-Val de Loire (DREAL, DRAAF, DDT) avec les SDIS ont réalisé en 2021 un atlas régional du risque de feux de forêt, permettant d’améliorer la connaissance sur les massifs les plus exposés. La commune, étant pour partie dans le massif de Loches, est classée au niveau de risque 4, sur une échelle qui en comporte quatre (1 étant le niveau maximal).

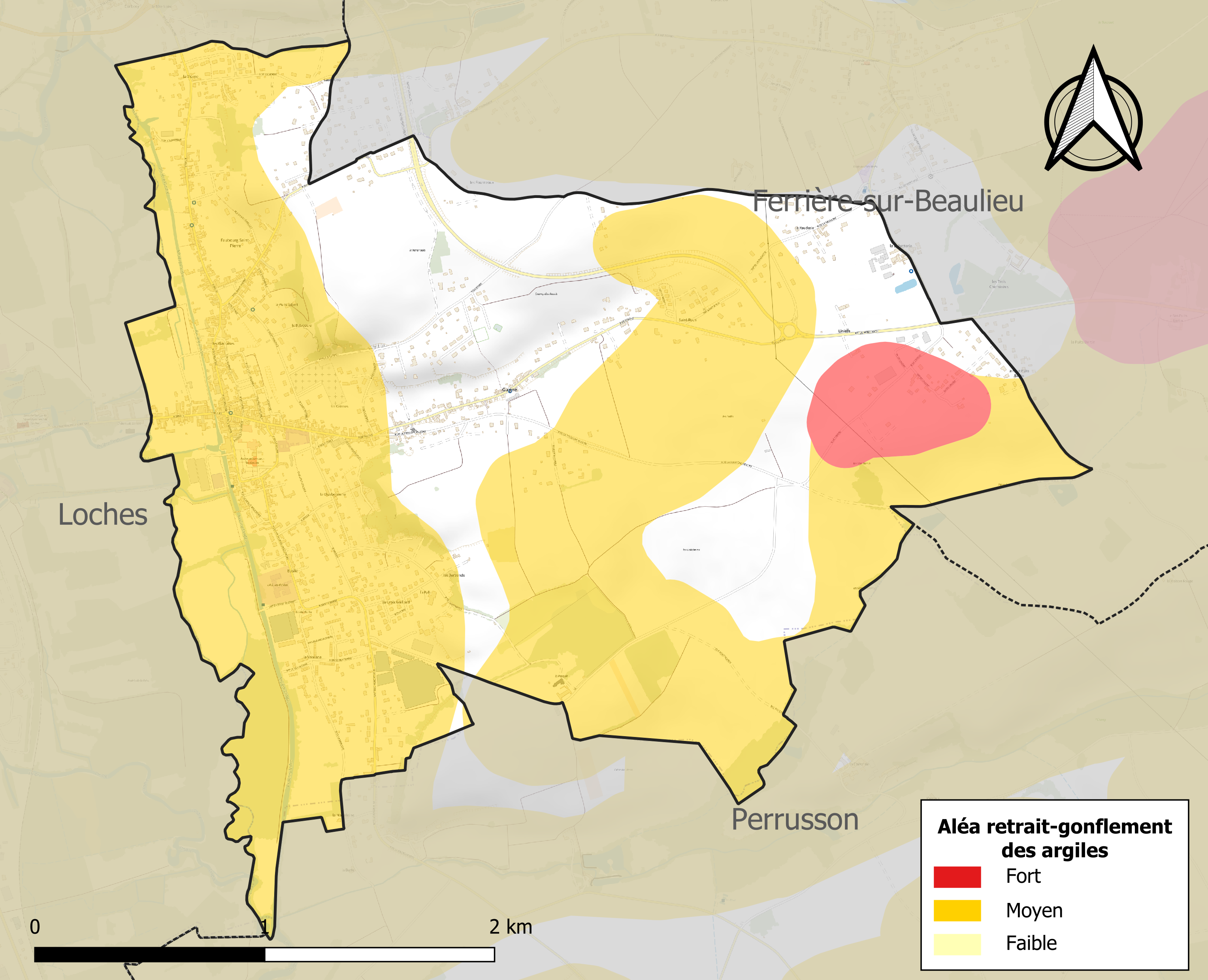
Carte des zones d'aléa retrait-gonflement des sols argileux de Beaulieu-lès-Loches.

La commune est vulnérable au risque de mouvements de terrains constitué principalement du retrait-gonflement des sols argileux. Cet aléa est susceptible d'engendrer des dommages importants aux bâtiments en cas d’alternance de périodes de sécheresse et de pluie. 69,9 % de la superficie communale est en aléa moyen ou fort (90,2 % au niveau départemental et 48,5 % au niveau national). Sur les 908 bâtiments dénombrés sur la commune en 2019, 741 sont en aléa moyen ou fort, soit 82 %, à comparer aux 91 % au niveau départemental et 54 % au niveau national. Une cartographie de l'exposition du territoire national au retrait gonflement des sols argileux est disponible sur le site du BRGM,.
Concernant les mouvements de terrains, la commune a été reconnue en état de catastrophe naturelle au titre des dommages causés par la sécheresse en 2005 et 2018 et par des mouvements de terrain en 1999.

## Toponymie
Contrairement à la plupart d'autres communes du même nom, Beaulieu vient du latin Belli Locus, « lieu de guerre », endroit où l'on pratiquait des exercices militaires. Les habitants de Beaulieu-lès-Loches sont les Bellilociens.

## Histoire
Le comte d'Anjou Foulques Nerra a fondé vers l'an 1007 une abbaye, confiée aux Bénédictins, au lieu-dit « Belli locus » pour se racheter de ses péchés. Foulques Nerra est enterré dans l'abbatiale. Autour de l'abbaye, une ville s'est développée. Elle bénéficia, chose rare à cette époque et dans cette région, d'une charte de fondation avec des droits de marché et de foire ; et pour l'abbaye celui de battre monnaie.
Pendant la guerre de Cent Ans, la ville mal protégée fut occupée par les Anglais en 1359 et 1412. L'appellation de la rue Brûlée vient du souvenir de ce deuxième sac. Plus tard, en 1562, à l'époque des guerres de Religion, ce sont les Huguenots qui pillent les biens de l'Église.
L’édit de Beaulieu est signé par Henri III de France et met fin à la cinquième guerre de Religion française, le 6 mai 1576. Très libéral envers les protestants qui voient leurs revendications satisfaites, il obtempère également aux demandes financières exorbitantes des princes. Il déclenche immédiatement la sixième guerre de Religion.
Beaulieu avait une économie dynamique, au XIXe siècle, on considérait le Bellilocien comme plus entreprenant, plus apte au commerce que le Lochois son voisin. La commune a fortement décliné à la fin du XIXe siècle. Aujourd'hui, elle est avant tout une cité dortoir.
Selon l'Encyclopédie Universalis (2010), la charte de fondation de la ville utilisait pour la première fois (en l'an 1007) le mot « bourgeois » pour qualifier les habitants des villes.

## Politique et administration
Beaulieu a été renommée Beaulieu-lès-Loches le 2 mars 1957.

### Politique de développement durable
La commune a engagé une politique de développement durable en lançant une démarche d'Agenda 21 en 2009.

## Démographie
L'évolution du nombre d'habitants est connue à travers les recensements de la population effectués dans la commune depuis 1793. Pour les communes de moins de 10 000 habitants, une enquête de recensement portant sur toute la population est réalisée tous les cinq ans, les populations de référence des années intermédiaires étant quant à elles estimées par interpolation ou extrapolation. Pour la commune, le premier recensement exhaustif entrant dans le cadre du nouveau dispositif a été réalisé en 2007.

En 2022, la commune comptait 1 746 habitants, en évolution de −2,02 % par rapport à 2016 (Indre-et-Loire : +1,67 %, France hors Mayotte : +2,11 %).
| 1793  | 1800  | 1806  | 1821  | 1831  | 1836  | 1841  | 1846  | 1851  |
| ----- | ----- | ----- | ----- | ----- | ----- | ----- | ----- | ----- |
| 2 012 | 2 153 | 2 134 | 2 127 | 2 222 | 1 986 | 1 887 | 1 945 | 1 980 |

| 1856  | 1861  | 1866  | 1872  | 1876  | 1881  | 1886  | 1891  | 1896  |
| ----- | ----- | ----- | ----- | ----- | ----- | ----- | ----- | ----- |
| 1 830 | 1 773 | 1 740 | 1 586 | 1 642 | 1 591 | 1 674 | 1 594 | 1 640 |

| 1901  | 1906  | 1911  | 1921  | 1926  | 1931  | 1936  | 1946  | 1954  |
| ----- | ----- | ----- | ----- | ----- | ----- | ----- | ----- | ----- |
| 1 593 | 1 562 | 1 443 | 1 275 | 1 342 | 1 362 | 1 443 | 1 662 | 1 613 |

| 1962  | 1968  | 1975  | 1982  | 1990  | 1999  | 2006  | 2007  | 2012  |
| ----- | ----- | ----- | ----- | ----- | ----- | ----- | ----- | ----- |
| 1 827 | 1 756 | 1 769 | 1 768 | 1 864 | 1 720 | 1 690 | 1 686 | 1 787 |

| 2017  | 2022  | - | - | - | - | - | - | - |
| ----- | ----- | - | - | - | - | - | - | - |
| 1 767 | 1 746 | - | - | - | - | - | - | - |

## Enseignement
Beaulieu-lès-Loches se situe dans l'Académie d'Orléans-Tours (Zone B). Une école maternelle publique et une école élémentaire publique accueillent les élèves de la commune.

## Culture locale et patrimoine

### Lieux et monuments

#### Dans la ville

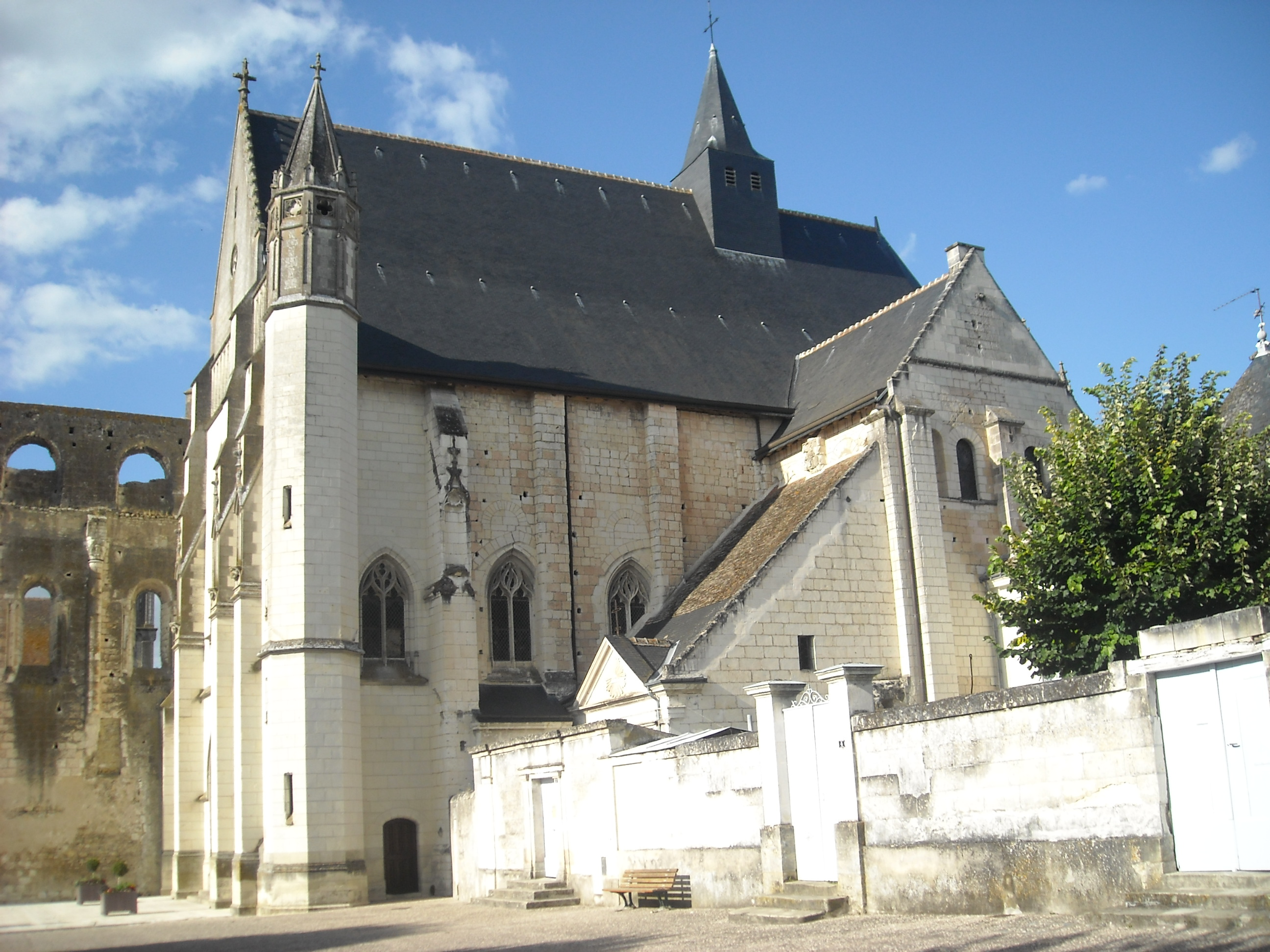
L'abbatiale Saint-Pierre-Saint-Paul de Beaulieu-lès-Loches.

Trois églises ont été bâties dans la ville : Saint-Pierre, Saint-Laurent et Saint-André ; aujourd'hui seules les deux premières sont encore debout, Saint-Laurent n'est plus utilisée pour le culte, mais pour des manifestations culturelles.
Foulque Nerra a entrepris la construction de l'abbaye de la Trinité à son retour de croisade, vers 1010. L'abbatiale de la Trinité est construite par son fils Geoffroy Martel. La restauration du clocher entreprise à partir de 2016 a permis de trouver deux poutres datées par de 1163 et 1164, ce qui permet d'estimer sa réalisation dans la décennie 1160-1170. Foulque Nerra y a été inhumé. L'abbatiale a été partiellement détruite au cours de la guerre de Cent Ans, elle a été partiellement reconstruite sous l'abbatiat de Guillaume III Moreau de Beauregard (1442-1458), puis de l'abbé Hugues III de Fumée (1485-1494) et de son neveu et successeur Hardouin de Fumée (1494-1521). Seules quatre travées de la nef ont été reconstruites. L'église est devenue paroissiale sous la dédicace à Saint-Pierre-Saint-Paul. La façade actuelle de la nef n'a été construite qu'en 1902-1906. Des bâtiments conventuels, il reste le bâtiment qui est occupé par la mairie dont la première pierre a été posée le 3 février 1700, et des arcades du cloître dans les jardins entourant l'abbaye.
Rue Georges-Patry, il subsiste l'ancienne maladrerie.
Il existait aussi un quartier aristocratique avec plusieurs hôtels dont la maison du Grenier à sel, la tour Chevaleau (aménagé autour de 1300, conserve des décors peints) et la Maison des Templiers. Cette dernière a conservé une partie de ses dispositions d'origines, dont une grande salle originellement couverte d'un grand berceau de pierre. Le départ d'une hotte de cheminée à la riche mouluration est encore visible.
Le couvent des Viantaises, aujourd'hui disparu, a été fondé en 1643, par Catherine-Angélique et Rénée-Thérèse de Boursault, filles du marquis de Viantais, le seigneur de Bridoré. Les nonnes qui y vivaient étaient les chanoinesses régulières de l'Ordre de Saint-Augustin, filles de la mère de Dieu et elles étaient issues des plus grandes familles de la région. Isolé du monde par un mur de cinq mètres de haut, toujours visible, le couvent était situé dans une zone marécageuse, néfaste à la santé des religieuses dont un certain nombre mourait de fièvre, malgré leur jeune âge. Ce monastère a été dissous en 1791, à la suite de l'opposition des nonnes à la réorganisation de l'Église amenée par la Révolution française.

#### Hors la ville
Sur les hauteurs de Beaulieu existe le cromlech de la Croix Bonnin, monument mégalithique dont l'origine préhistorique semble cependant toujours être discutée.
Une léproserie, bâtie au XIIe siècle, est encore visible hors les murs de la ville. De la maladrerie de la Madeleine ne subsiste que la chapelle. Le canal de Beaulieu était commandé par les moines pour drainer les eaux de l'Indre et faciliter la construction des moulins. Les remparts sont encore visibles mais les portes ont disparu à la fin du XVIIIe siècle car elles gênaient le transport du bois. Dans le bâti remarquable de la ville, vous avez la tour Chevaleau datant du XIIe siècle. Un petit donjon sur la route de Jérusalem.
Durant la Guerre de Cent Ans, la ville est assiégée, mise à sac et sert de quartier général aux troupes assiégeant la forteresse de Loches. De cette période difficile, la ville de Beaulieu ne se relève pas. Malgré le retour des rois en Touraine (Charles VII ayant vécu à Loches) et des installations de familles nobles dans la ville (maison d'Agnès Sorel), la situation ne s'améliore pas. Les guerres de religion ramènent les troubles dans la ville qui s'endort doucement.

### Personnalités liées à la commune
- Jean-Mandé Sigogne, prêtre.

### Héraldique
| Blason de Beaulieu-lès-Loches | Les armes de Beaulieu-lès-Loches se blasonnent ainsi : D'argent à une fleur de lys de gueules, au chef d'azur chargé de trois étoiles du champ. |